# Vartán Waldir Boghossian
Vartan Waldir Boghossian – duchowny ormiańskokatolicki, w latach 1989-2018 biskup eparchii św. Grzegorza z Nareku w Buenos Aires. Od 2025 administrator apostolski tejże eparchii oraz egzarchatu apostolskiego Ameryki Łacińskiej i Meksyku. Sakry udzielił mu Hemaiag Bedros XVII Guedigujan.